# Breaza (okręg Marusza)
Breaza (węg. Beresztelke) – wieś w Rumunii, w okręgu Marusza, w gminie Breaza. W 2011 roku liczyła 1064 mieszkańców.